# Sacro Monte della Beata Vergine del Soccorso
Il Sacro Monte della Beata Vergine del Soccorso è un Sacro Monte situato a Ossuccio, in comune di Tremezzina, dedicato alla Beata Vergine Maria del Soccorso, che fa parte del gruppo dei nove Sacri Monti del Piemonte e della Lombardia inseriti nel 2003 dall'UNESCO nella lista dei Patrimoni dell'umanità.

## Storia

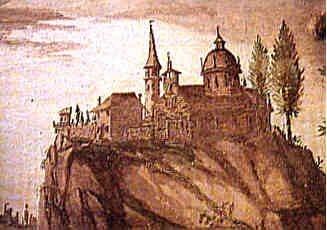
Immagine del Santuario che compare negli affreschi della XIV cappella

Fin dalla romanità è attestato questo luogo come centro cultuale dedicato a Cerere che attirava grande afflusso di popolo soprattutto alle idi di settembre, come riportato da Plinio il Giovane, console nell'anno 100 d.C. e amico dell'imperatore Traiano che sul Lario possedeva due ville. Recenti scavi sotto il santuario hanno evidenziato tracce di impianto polivolumetrico tipico dei santuari pagani romani.
Le quattordici cappelle, tutte costruite tra il 1629 (o 1635) e il 1710 (o 1714), a pianta centrale, sono in stile barocco impreziosite da 230 statue in stucco e terracotta, a grandezza naturale, realizzate da diversi artisti: Francesco e Agostino Silva (statue dalla quinta alla quattordicesima cappella), Carlo Gaffuri e Francesco Innocenzo Torriani. I costumi delle statue riproducono fedelmente l'abbigliamento signorile e popolare degli abitanti della zona in quel tempo.
Le cappelle rappresentano i Misteri del Rosario e conducono al santuario che rappresenta la quindicesima tappa ed è dedicato all'Assunzione della Madre di Dio.

## Descrizione
Questo complesso si situa sulla riva occidentale del lago di Como, a 25 km dalla città omonima, nel territorio comunale di Ossuccio. 
Giace su un dirupo a 419 metri sul livello del mare, di fronte all'isola Comacina.
È completamente isolato da ogni altra costruzione, circondato da campi, da piantagioni di ulivi e da boschi.

### Il santuario
(Giovanni Paolo II, Regina Caeli, 5 maggio 1996)
Annoverato nell'elenco dei Santuari e templi votivi della Diocesi di Como, il santuario è costruito su terreno impervio, su rocce aspre e selvagge.
L'edificio si trova nel luogo dove già sorgeva un precedente edificio di culto. 
I sotterranei del santuario inglobano un tratto di una precedente strada.
Il corpo principale della chiesa fu completato nel 1537, mentre l'abside e i due bracci della chiesa sono opere più tarde. L'alto campanile fu completato nel 1719, dopo 25 anni di lavoro: è opera dell'architetto ticinese Giovanni Battista Bianchi.
L'aula è a navata unica, formata da quattro campate; vi si accede attraverso un porticato posto sulla facciata. 
All'interno la navata è decorata da lesene con capitelli a stucco, da statue e da marmi di gusto barocco.
In particolare, l'apparato decorativo del soffitto, con i suoi eleganti stucchi e i suoi scomparti affrescati costituisce un notevole esempio di arte barocca volta a celebrare il culto mariano: le scene principali sono dedicate alla Assunzione e alla Incoronazione della Vergine; altri scomparti contengono figure di Angeli con cartigli e di Angeli musicanti. Gli affreschi del soffitto, assieme a quelli della controfacciata (Nascita della Vergine e due Profeti ai lati) e a quelli dell'arco trionfale (l’Annunciazione, a destra, e la Visitazione a sinistra), sono opera di Salvatore Pozzi di Puria.

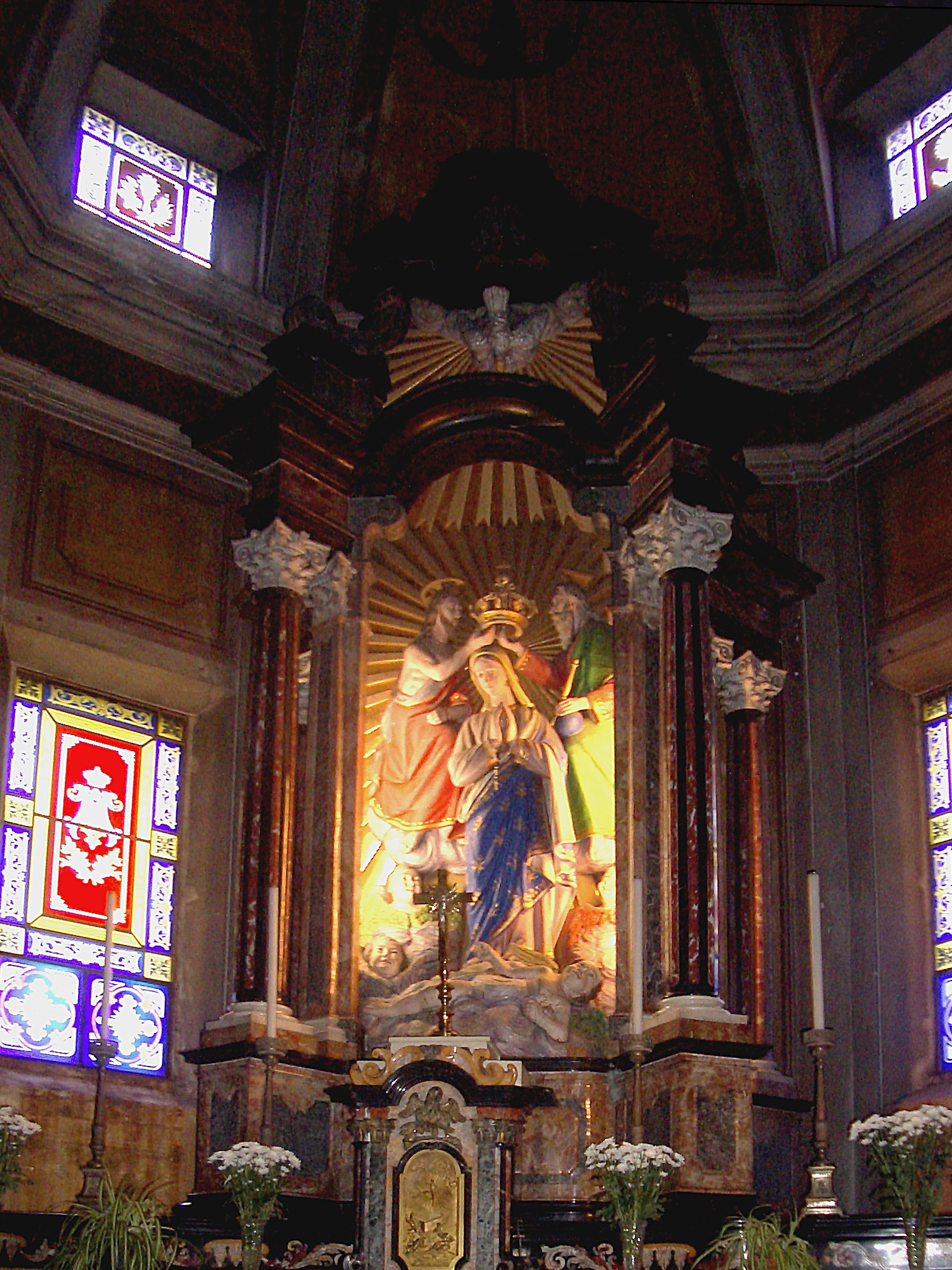
Altare maggiore: statue dell'Incoronazione della Vergine

Il pavimento bicromatico risale al 1655, è in marmo bianco di Musso e nero di Varenna.
Sulla parete sinistra, a metà navata, è posto un marmoreo altare laterale, sopra il quale, tra due nere colonne tortili, è messa in evidenza una icona cara alla devozione popolare: si tratta di un affresco di autore ignoto, datato 1501, raffigurante la Madonna col Bambino e Sant'Eufemia. Di fronte, sul lato opposto della navata, si trova un'altra raffigurazione del Bambin Gesù, questa volta in compagnia di San Giuseppe: si tratta di una pala d'altare ottocentesca proveniente dalla Basilica di San Pietro in Vaticano, opera donata al Santuario nel 1963 da Papa Giovanni XXIII. La parete sinistra ospita inoltre un settecentesco organo in legno.
Nel presbiterio è posto un raffinato altare maggiore in marmo (XVIII secolo), sormontato da un tempietto, anch'esso in marmo, che racchiude un gruppo di statue lignee raffiguranti l'Incoronazione della Vergine, opera del 1896. Il tempietto funge come ultima stazione del Rosario nel percorso che si snoda lungo la salita con le cappelle del Sacro Monte.
Alle spalle dell'altare maggiore, una nicchia con una volta stellata ospita un manichino raffigurante la Madonna.
Al fondo della navata, il braccio sulla destra porta alla Sacrestia (costruita nel 1710); quello sulla sinistra conduce alla Cappella della Madonna del Soccorso, costruita nel 1878 e riccamente decorata: essa custodisce la veneratissima statua della Beata Vergine a cui il santuario è intitolato. Si tratta di un'opera risalente verosimilmente all'inizio del XIV secolo proveniente forse da un preesistente edificio di culto. Non si esclude che la statua sia un rimaneggiamento di una primitiva scultura raffigurante la dea romana Cerere. Esiste, espressa secondo una struttura narrativa ricorrente, una ricostruzione leggendaria del ritrovamento della statua che avrebbe dato origine alla speciale venerazione della statua: secondo questa tradizione, la statua sarebbe stata rinvenuta da una giovane sordomuta che, a seguito del ritrovamento, avrebbe ottenuto la guarigione.
Le pareti della cappella sono ricoperti da ex voto che testimoniano la speciale devozione esistente sul territorio del Lago di Como e non solo - la Madonna del Soccorso è venerata come protettrice della Diocesi di Como.
Il santuario ospita inoltre un dipinto firmato dall'artista bresciano Aragonus Aragonius (XVI-XVII secolo).

### Le cappelle
Le cappelle del Sacro Monte che si snodano lungo le pendici che portano al santuario furono edificate tra il 1635 e il 1710, realizzando in tal modo un percorso devozionale che invita alla meditazione sui misteri del Rosario. Quattordici sono le cappelle che si incontrano lungo la strada acciottolata che percorre il Sacro Monte: ognuna è dedicata ad uno dei misteri ed è numerata secondo la successione canonica dei cinque misteri gaudiosi, seguiti dai cinque misteri dolorosi e poi dai primi quattro misteri gloriosi. L'ultimo dei misteri gloriosi (L'incoronazione della Vergine) è costituito da una edicola posta all'interno del santuario, sopra l'altare maggiore. L'intenzione del percorso è quella di mostrare al pellegrino le scene delle varie stazioni, in modo da suscitarne la devozione assieme all'esercizio della recita del Rosario.
La decisione di realizzare il Sacro Monte è verosimilmente da attribuire all'iniziativa dei Francescani e delle famiglie nobili locali.
Stemmi delle famiglie nobiliari che hanno finanziariamente contribuito all'impresa sono visibili sulla porta di ingresso di alcune cappelle.

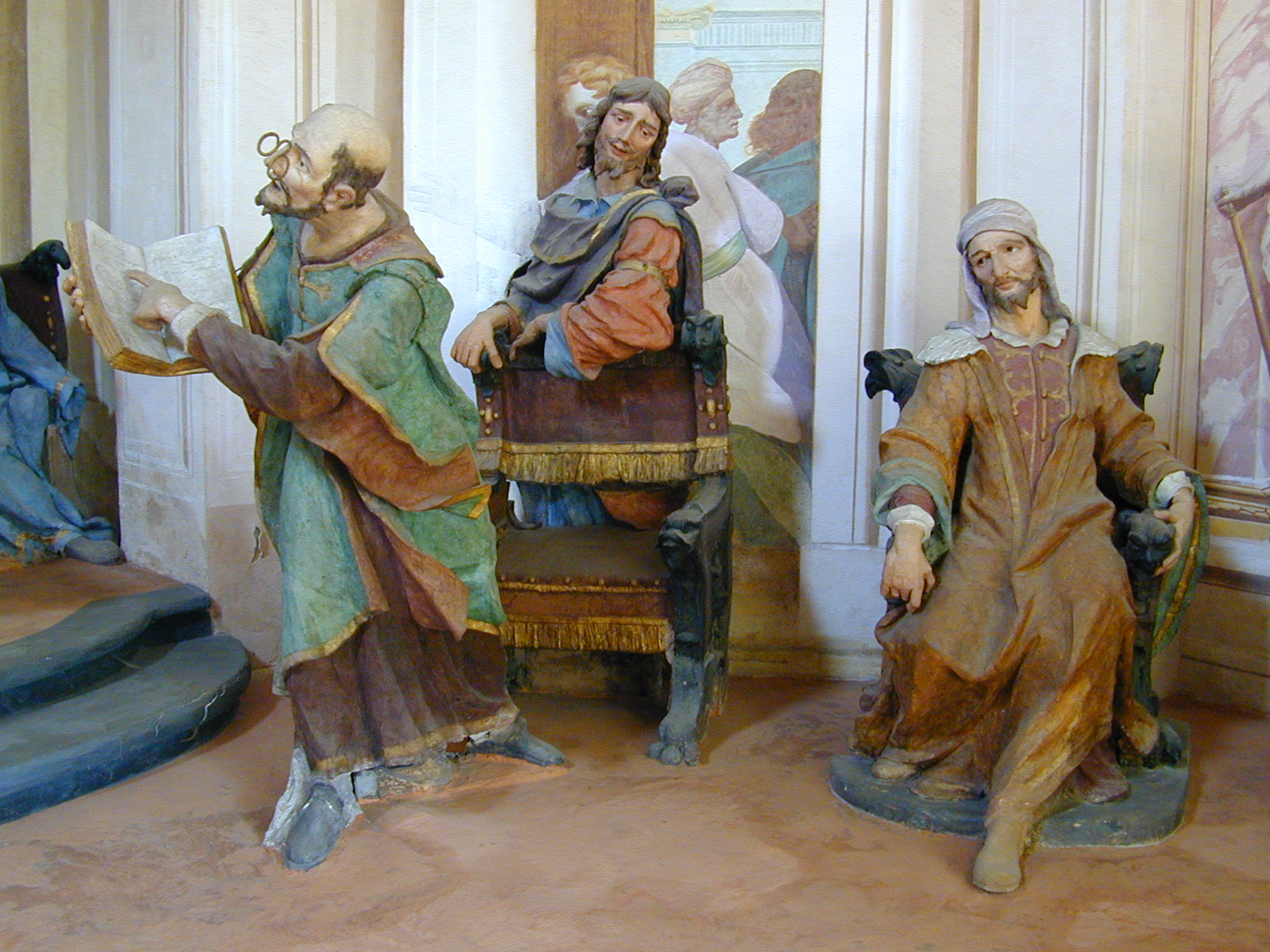
V cappella: Agostino Silva, La disputa di Gesù tra i dottori nel tempio

Molti aspetti accomunano questo Sacro Monte con quello di Varese. La comune dedicazione al Rosario, le similitudine morfologiche date dal percorso acciottolato fiancheggiato da bassi muretti, le analogie del complessivo "piano urbanistico", lasciano supporre che il Monte di Varese sia stato qui preso a modello, pur senza voler con esso competere in termini di monumentalità.
Le cappelle hanno connotazioni architettoniche barocche, che si esprimono in una varietà di forme, tra edifici a pianta rettangolare e ad aula unica. Singolare è, in talune cappelle, l'apposizione di un pronao piuttosto esteso che ingloba il sentiero in salita.
L'apparato decorativo delle cappelle, con statue policrome, in stucco e in terracotta, e affreschi sulle pareti, ha visto l'impegno di significativi artisti dell'epoca. Il plasticatore ticinese Agostino Silva ha avuto il ruolo di protagonista della realizzazione della folla di statue (circa duecentotrenta) che popolano le cappelle, con figure tratte spesso dalla vita di tutti i giorni, vestite con abiti seicenteschi. Si è congetturato – per dar conto di affinità stilistiche – un intervento, assieme ad Agostino, di suo padre Francesco, uno dei plasticatori protagonisti del Sacro Monte di Varese. Certa è invece la presenza di Gianfrancesco, figlio di Agostino, operante come aiuto del padre.
Tra le opere pittore si devono ricordare, oltre a quelle dei citati Carlo Gaffuri (settima e decima cappella) e Innocenzo Torriani (sesta cappella), gli affreschi di Gian Paolo Recchi (decima, undicesima e dodicesima cappella). Negli affreschi della prima cappella (Annunciazione) e della XIV cappella (Assunzione della Vergine) è stato riconosciuto l'intervento di Salvatore Pozzi, autore anche degli affreschi che ornano il soffitto del santuario.
Il percorso devozionale si snoda tra coltivazioni di ulivi, in un ambiente di grande valore paesaggistico; si gode ad ogni sosta il panorama del lago, avendo di fronte l'Isola Comacina. Come in ogni Sacro Monte, si nota lo sforzo di creare armonia tra architetture e paesaggio. Alcune costruzioni civili sorte a ridosso delle cappelle, quando si poneva scarsa attenzione alla tutela del sito, hanno alterato un poco tale armonia.
È stato avviato, in anni recenti, un piano sistematico di restauro dell'apparato decorativo delle cappelle.

## Galleria d'immagini

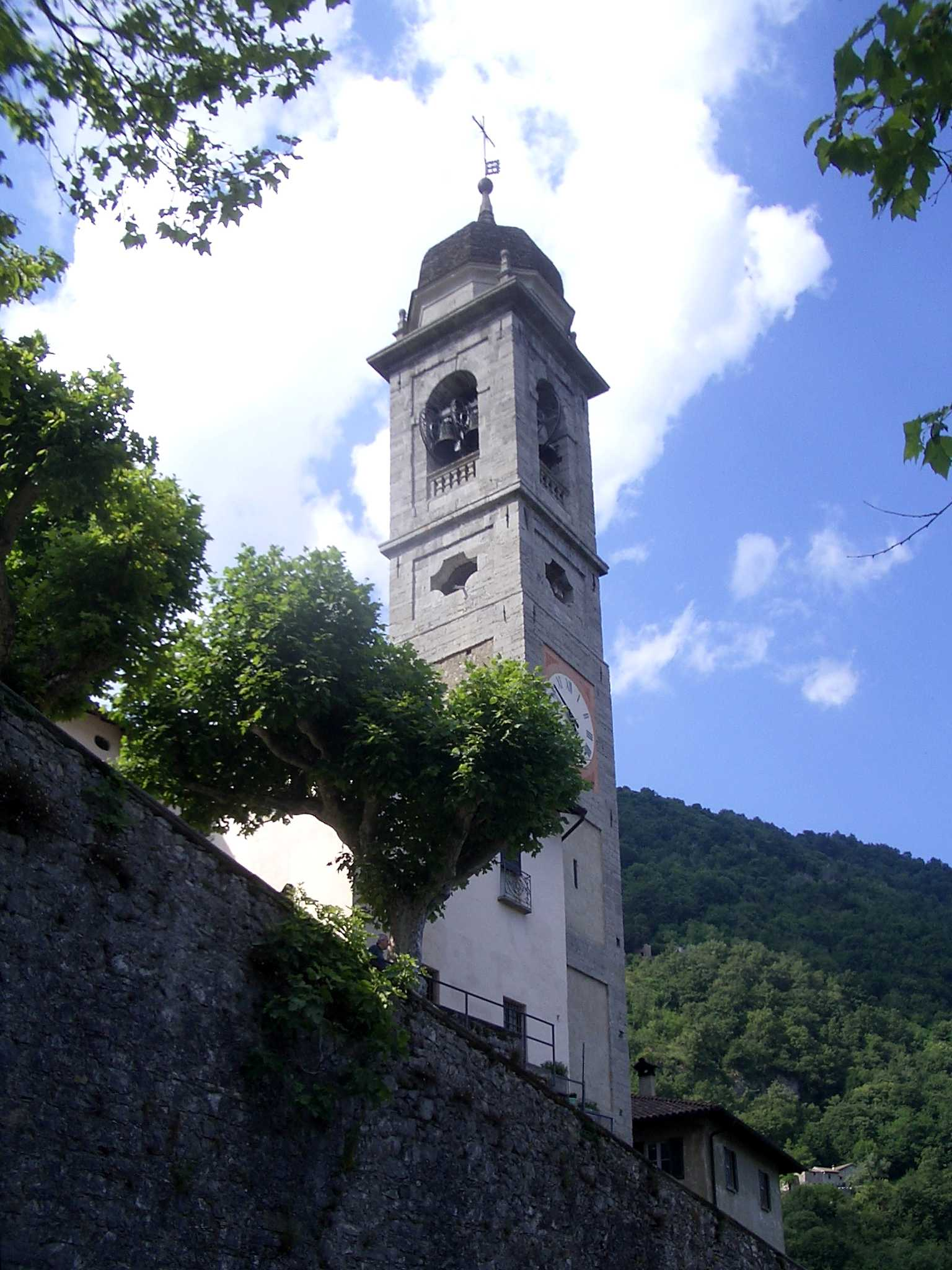
Il santuario della B. V. del Soccorso, veduta del campanile
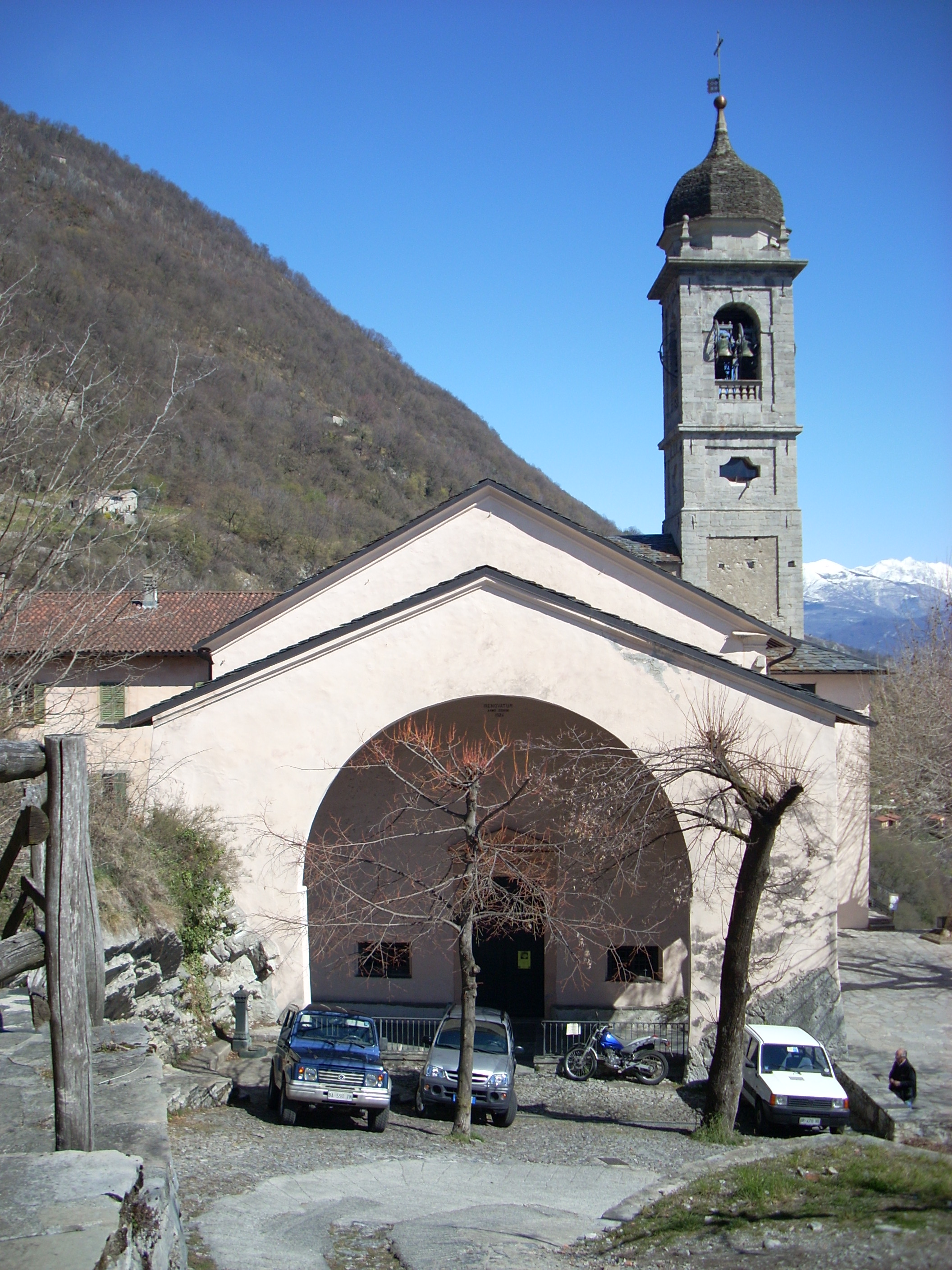
Veduta della facciata del santuario
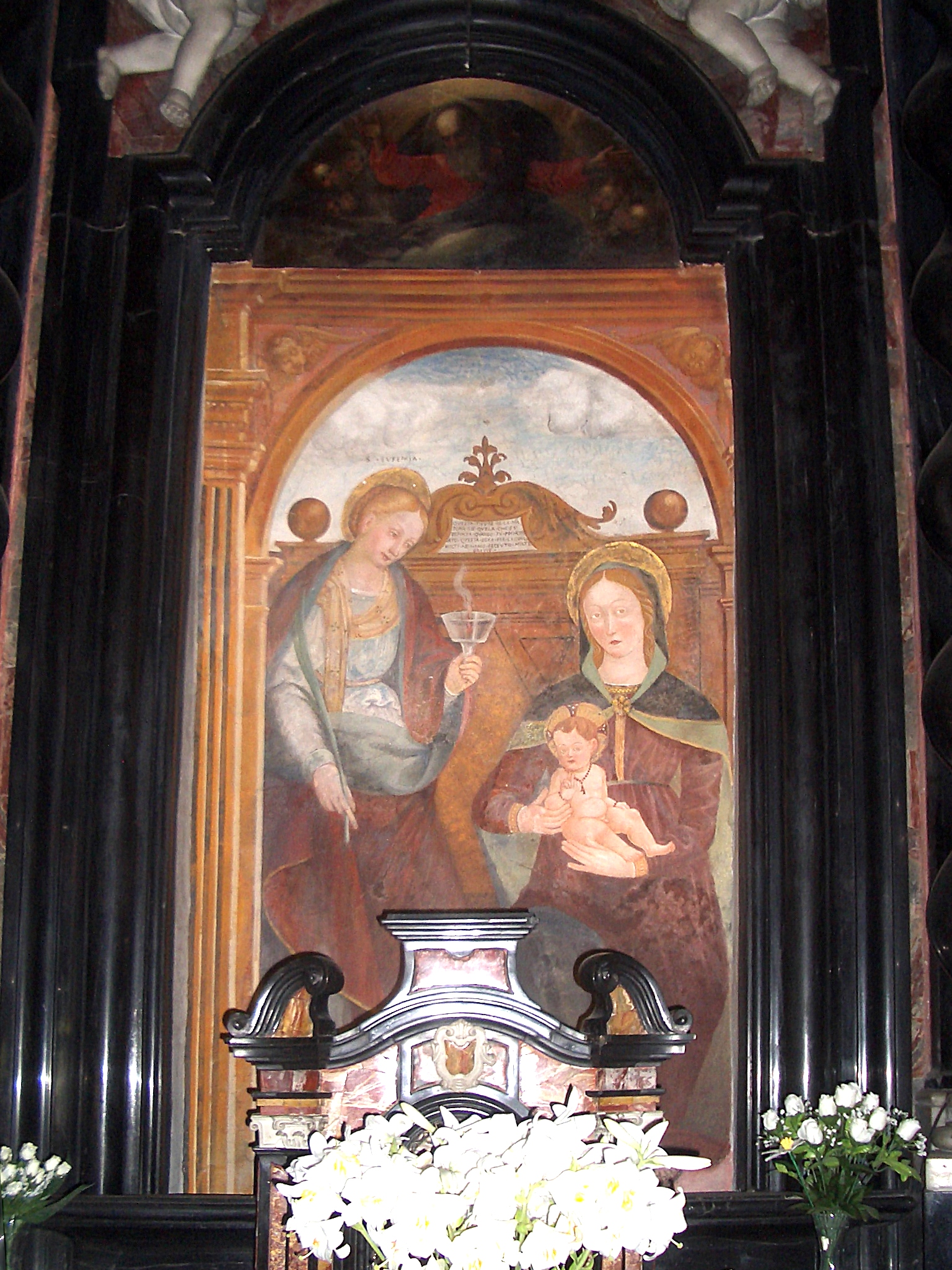
Affresco della Madonna col Bambino e Sant'Eufemia
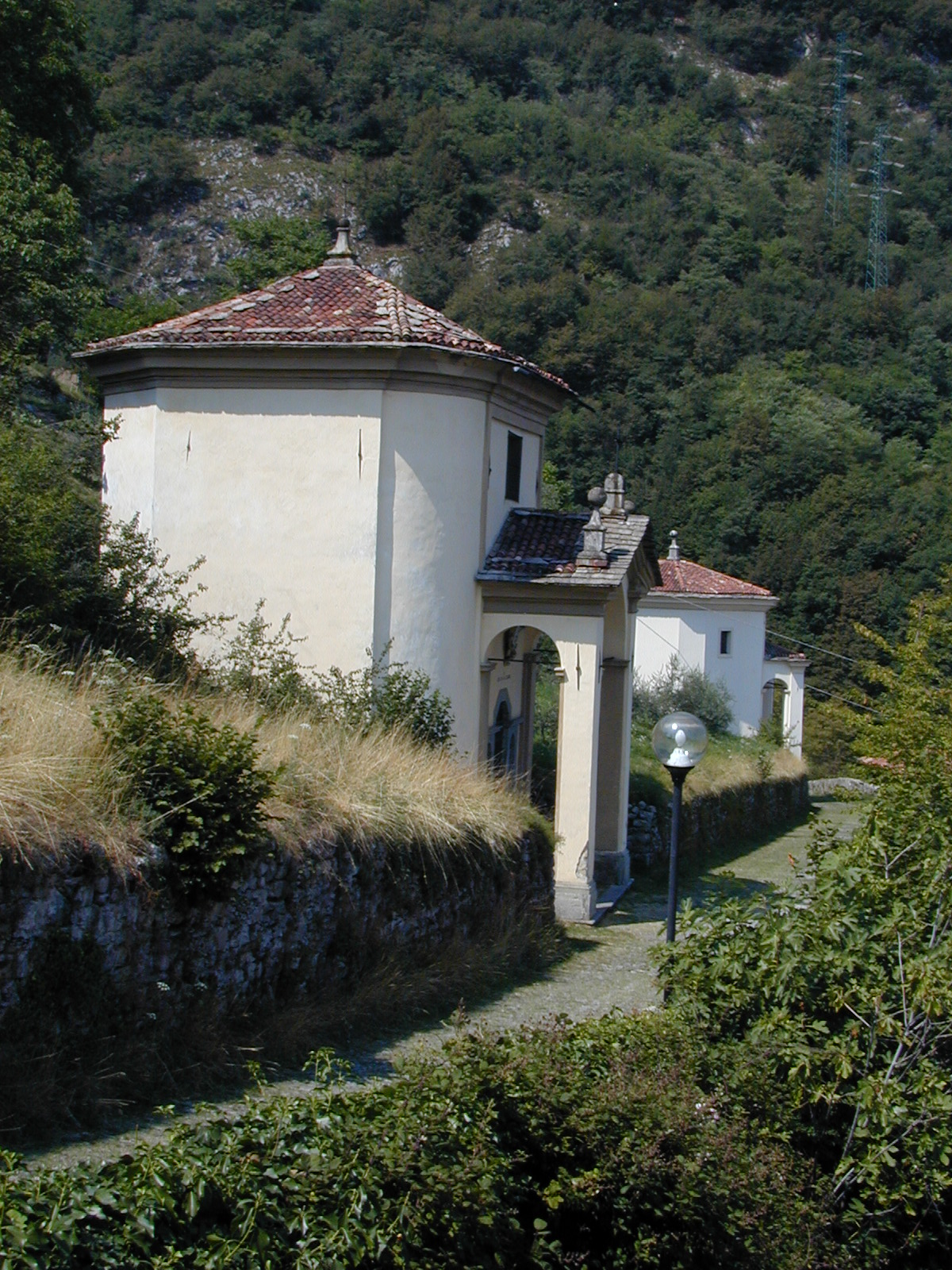
La via delle cappelle
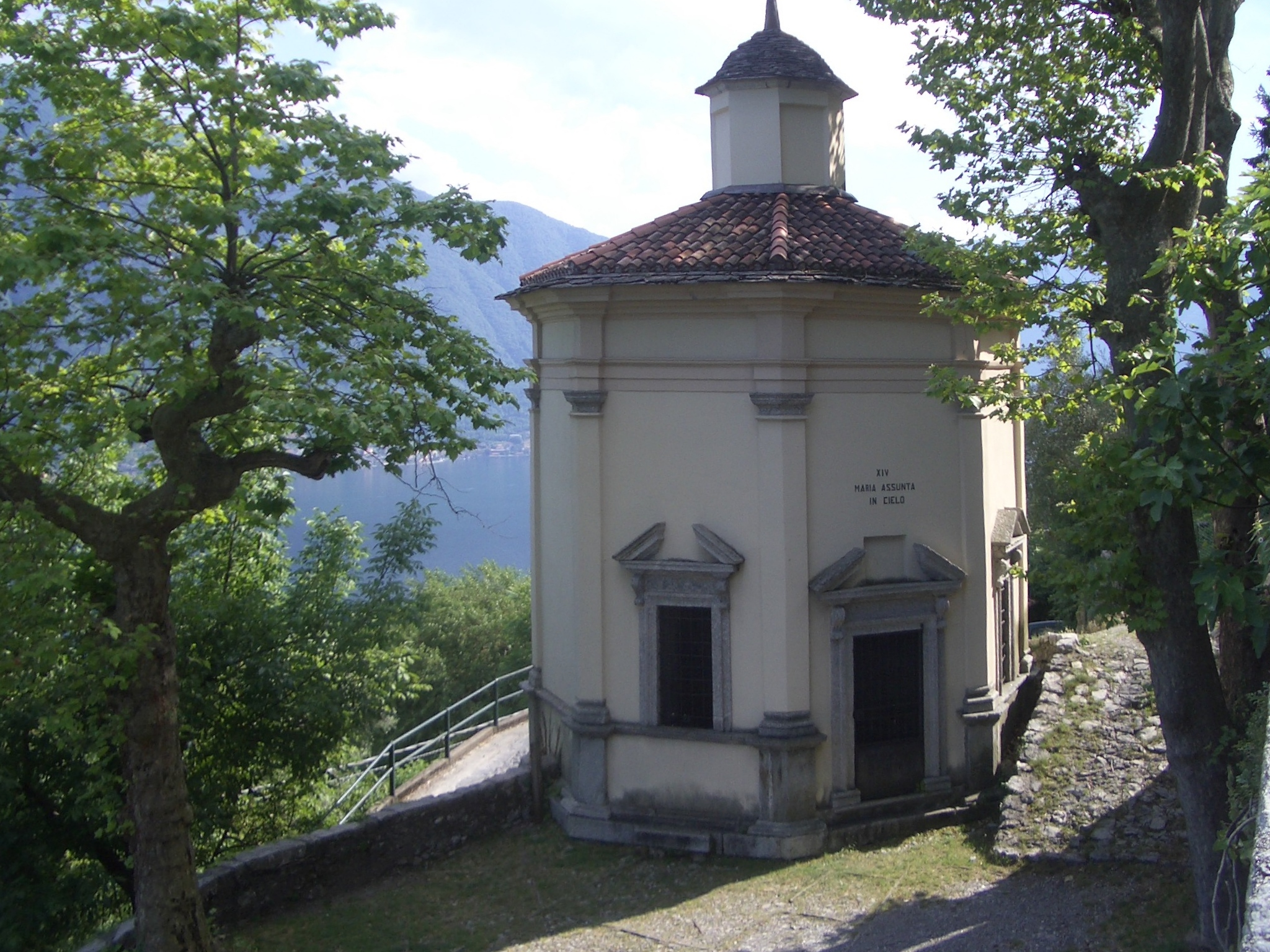
Cappella XIV, Assunzione di Maria Vergine
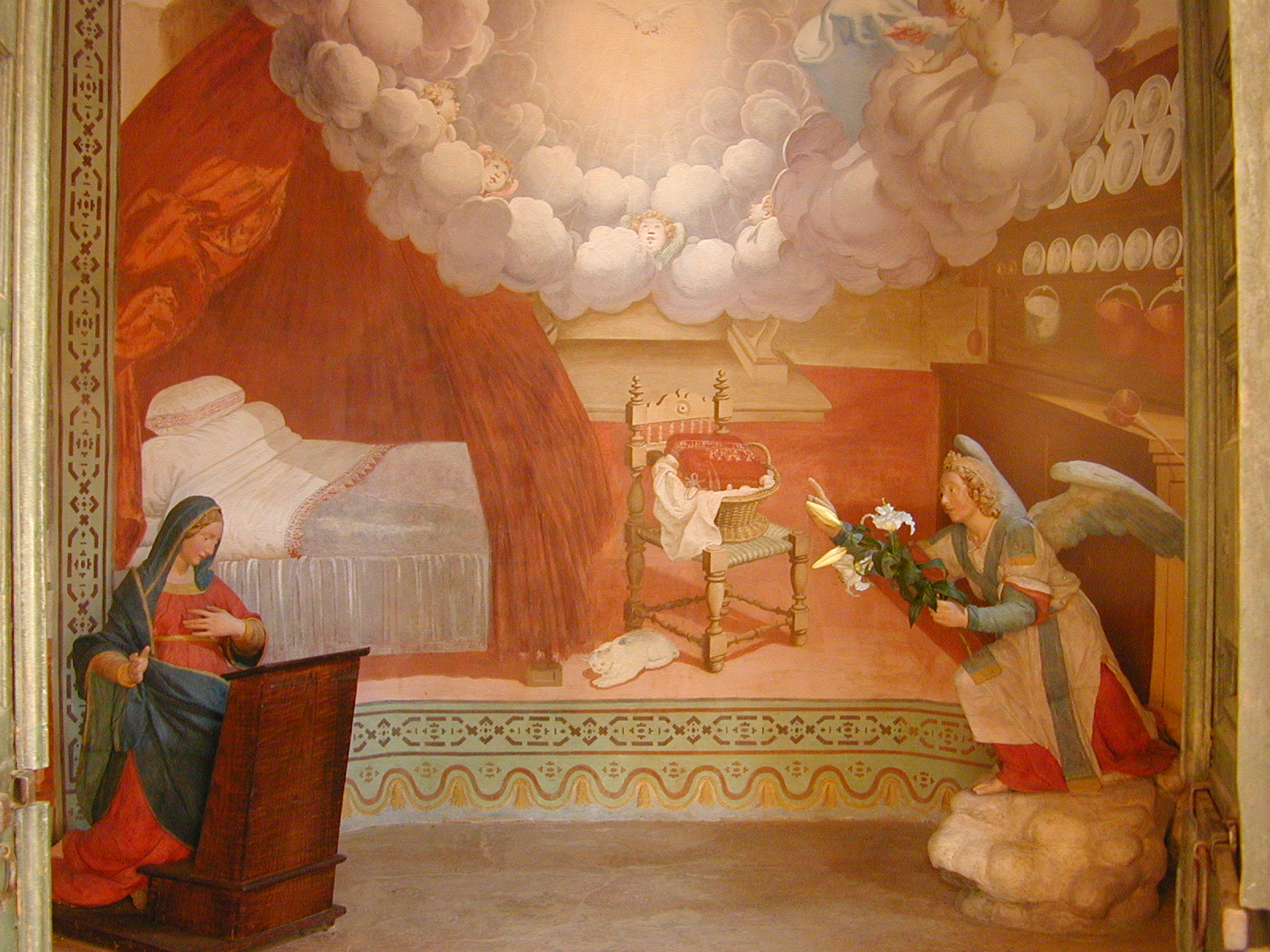
Cappella I, Annunciazione
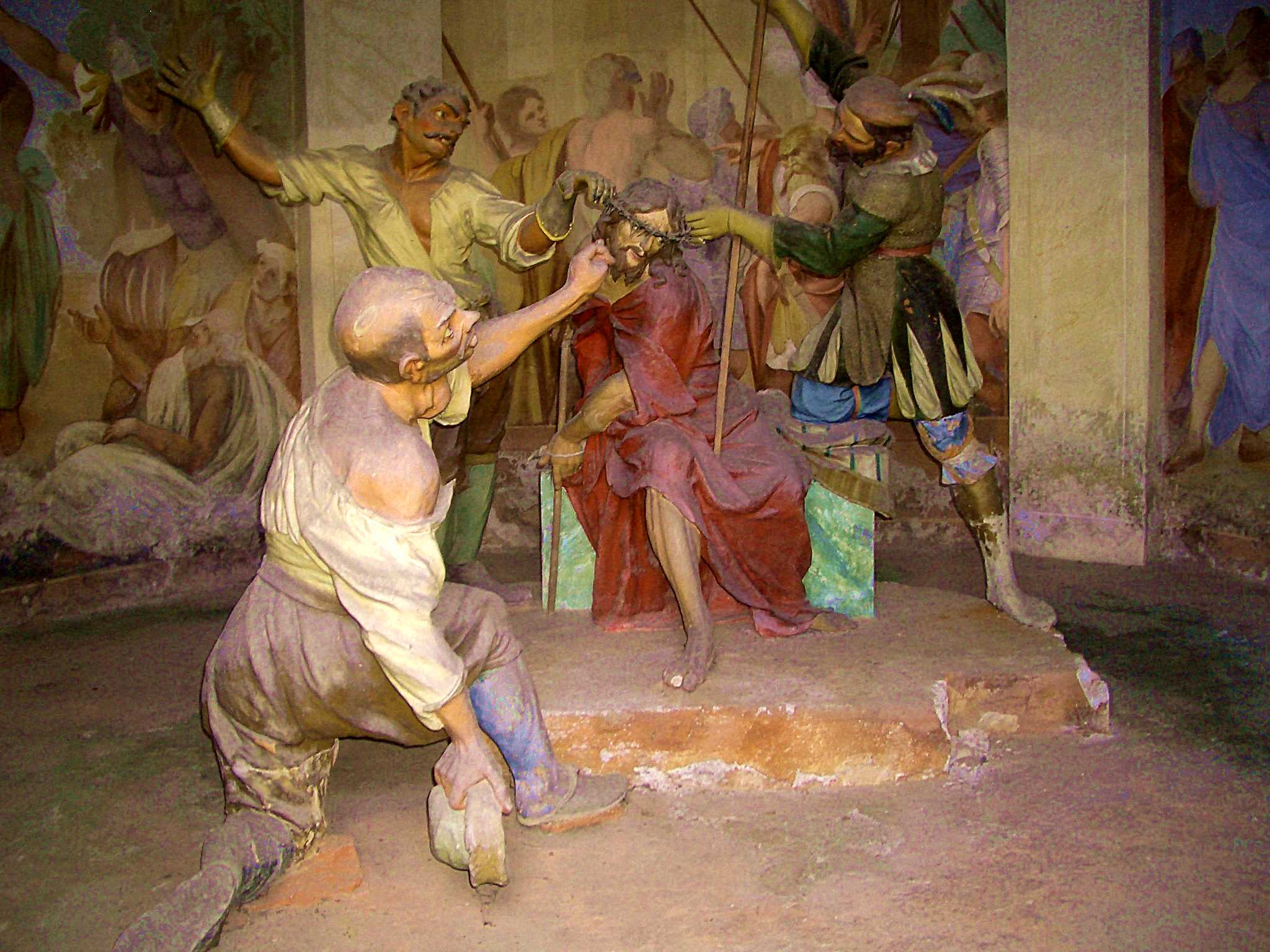
Cappella VIII, Incoronazione di spine
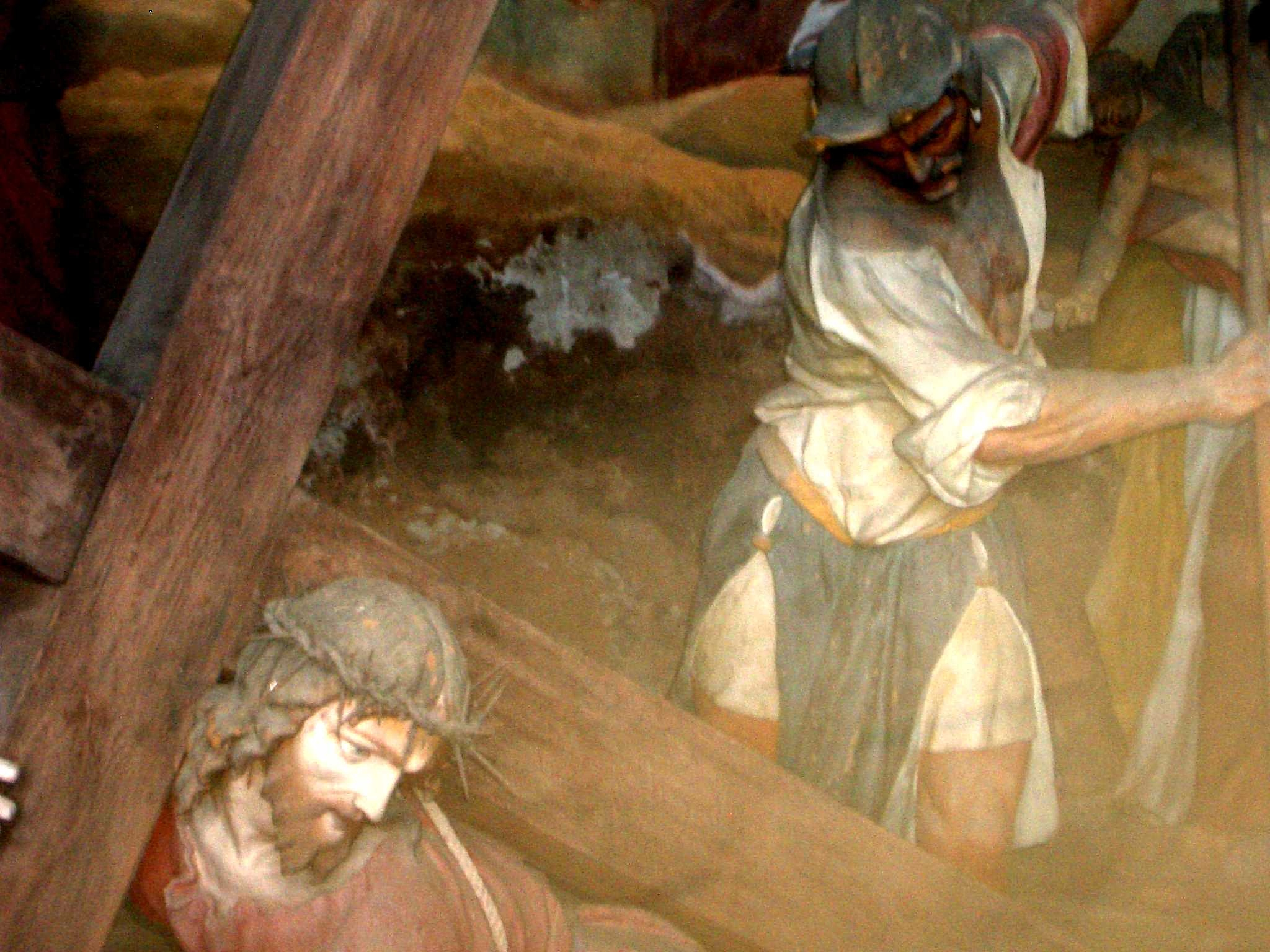
Cappella IX, Gesù è caricato della Croce